# Hotel Artemis – A bűn szállodája
A Hotel Artemis – A bűn szállodája (eredeti cím: Hotel Artemis) 2018-ban bemutatott amerikai disztópikus thriller, melyet Drew Pearce írt és rendezett (rendezői debütálásaként). A főbb szerepekben Jodie Foster, Sterling K. Brown, Sofia Boutella, Jeff Goldblum, Charlie Day, Brian Tyree Henry, Jenny Slate, Dave Bautista és Zachary Quinto látható.
Az Amerikai Egyesült Államokban 2018. június 8-án mutatták be. Általánosságban vegyes véleményeket kapott a kritikusoktól. Egyesek dicsérték a vizuális stílust, a lebilincselő forgatókönyvet és a színészi játékot (főleg Fostert), ugyanakkor bírálták a film kivitelezését. A film 12,8 millió dolláros bevételt termelt.

## Cselekmény
2028. június 21-én lázadás tör ki Los Angelesben a város vízkészletének privatizációja miatt. A káosz előnyeit kihasználva a hivatásos bűnöző, Sherman (Sterling K. Brown) és társa, egyben testvére, Lev (Brian Tyree Henry, aki az akció során súlyosan megsebesül, megpróbálnak egy bankrablást követően elbújni. Elmenekülnek a közeli Hotel Artemisba, egy titkos kórházba, ahol főleg a bűnözőket látják el, Jean "Nővér" Thomas vezetésével. A nő súlyos agorafóbiában szenved, emellett folyton gyötrődik Thomas nevű fia halála miatt. A szállodát 22 éve vezeti szigorú szabályok szerint; "tilos a fegyver", "más vendégek megölése" és "csak tagok léphetnek be."
Shermant és Levet Thomas asszisztense, Everest (Dave Bautista) vezeti be az épületbe. Lev, a "Honolulu" kódnevet felvéve a szálloda technológiailag fejlett kezelésén megy keresztül, beleértve egy robot általi műtétet és egy 3D-s nyomtatással készült máj beültetését. Sherman találkozik a szálloda többi vendégével: a fegyverkereskedő „Acapulco”-val (Charlie Day) és egy nemzetközi gyilkossal, valamint régi ismerőssel, „Nice”-el (Sofia Boutella). Ahogy a lázadás közeledik, Thomas megkapja a hírt, hogy a hírhedt maffiavezér, a klinika tulajdonosa, Orian „Farkaskirály” Franklin (Jeff Goldblum) megsebesült és úton van hozzájuk. Thomas felkészülését megbonyolítja egy sebesült rendőrnő, Morgan (Jenny Slate) megérkezése, aki a doktornő néhai fiának gyerekkori barátja. Everest figyelmeztetéseivel és Thomas saját szabályaival ellátják a nőt.
A Farkaskirály megérkezik, miután túlélt egy merényletet és elfogadja, hogy az embereinek és az ő Crosby nevű fiának a fémrácson kívüli hallban kell maradnia. Everest kijuttatja Morgant a szállodából. Közben Acapulco rájön, hogy Nice-t felbérelték a Farkaskirály megölésére; Nice bombát helyez el a szállodai tetőn lévő generátorra.
A Farkaskirály beismeri Thomasnak, hogy ő a felelős a fia haláláért, mivel az ellopta a kocsiját; az orvosnő bosszúvágyból készen áll a Farkaskirály megölésére, de Nice bombával félbeszakítja ezt, valamint Lev életét (mivel a lélegeztetőgép leáll). Míg Thomas küzd, hogy megmentse Levet, Nice megöli a Farkaskirályt, mert az átmeneti áramhiány miatt az ajtók kinyílnak. Lev meghal, Sherman pedig emiatt Nice-re szegezi a fegyverét, ám a két fél végül Acapulco-t támadja meg; Sherman lelövi és megöli a 3D-s nyomtatóval leszorítva a fejét.
Ahogy az emberek lázongnak az utcákon, Thomas, Sherman és Nice kiutat keresnek a szállodából, míg Everest hátra marad, hogy feltartsa a Farkaskirály embereit; Nice harcolni kezd a Farkaskirály embereivel, amíg Thomas és Sherman menekülnek. A duót megtalálja Crosby, de végül megölik őt, és az utcára érve odamennek Sherman autójához. Thomas úgy dönt, hogy marad, de mielőtt a férfi elindulna, elmondja neki egy másik szálloda helyét, a Las Vegasban található Apache-ot.
Everest az utolsó ember, aki az Artemisban maradt, és felkapcsolja a szálloda világítását, miközben Thomas elindul a füstben.
A stáblista végén egy árnyékos alak halad el a képernyőn, ami arra utal, hogy Nice túlélhette a túlerőben lévő banditák rohamát.

## Szereplők

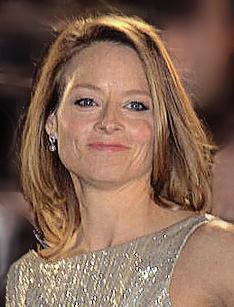
A vegyes kritikák ellenére a Jean Thomas nővért alakító Jodie Foster pozitív értékeléseket kapott.

| Szereplő                                | Színész           | Magyar hang          |
| --------------------------------------- | ----------------- | -------------------- |
| Jean Thomas / Nővér                     | Jodie Foster      | Ráckevei Anna        |
| Waikiki / Sherman                       | Sterling K. Brown | Pál András           |
| Nice                                    | Sofia Boutella    | Bogdányi Titanilla   |
| Orian Franklin / Niagara / Farkaskirály | Jeff Goldblum     | Szabó Sipos Barnabás |
| Honolulu / Lev                          | Brian Tyree Henry | Papp Dániel          |
| Morgan                                  | Jenny Slate       | Pap Katalin          |
| Crosby Franklin                         | Zachary Quinto    | Schmied Zoltán       |
| Acapulco                                | Charlie Day       | Kovács Lehel         |
| Everest                                 | Dave Bautista     | Törköly Levente      |
| Buke                                    | Kenneth Choi      | Szatmári Attila      |
| P-22                                    | Josh Tillman      | Sörös Miklós         |

## Fogadtatás
A Metacritic oldalán a film értékelése 58% a 100-ból, ami 36 véleményen alapul. A Rotten Tomatoeson a Hotel Artemis – A bűn szállodája 56%-os minősítést kapott, 162 értékelés alapján.

## Fordítás
- Ez a szócikk részben vagy egészben  a   Hotel Artemis című angol Wikipédia-szócikk fordításán alapul.  Az eredeti cikk szerkesztőit annak laptörténete sorolja fel. Ez a jelzés csupán a megfogalmazás eredetét és a szerzői jogokat jelzi, nem szolgál a cikkben szereplő információk forrásmegjelöléseként.